# 守夜人军团
守夜人军团（英語：Night's Watch），是喬治·R·R·馬丁主流奇幻系列作品《冰与火之歌》中一个组织，专职防御维斯特洛的领土。

## 历史
守夜人军团守卫着绝境长城，一处坐落于维斯特洛极北地带，起先由冰雪所筑成的巨大防御工事。绝境长城长300英里，高700英尺，从最西端霜雪之牙的山脉一直延伸到最东端的海豹湾。根据维斯特洛的传说，在距今8000年前的长夜，在一支由人类和森林之子组成的联盟将正在侵袭维斯特洛的极北地区生物赶走后，为了永久性的把他们挡在外面，几近于神话的筑城者布兰登修建了长城。一些文献中的记载暗示那个时候的绝境长城比现在小得多，守夜人军团随后不断地将其修扩，才达到现在的规模。守夜人军团最大的敌人是异鬼，一个神秘的种族，已数千年未见。
最近的这个阶段，守夜人军团常被作为罪犯的流放地，充斥着小偷和暴徒，政治流放犯以及政治斗争中失利的贵族。尽管守夜人的数目不断减少，军团的兄弟这个头衔也不再拥有曾经拥有的荣誉和声望，守夜人的核心依旧由沉着能干的人组成。这些人献身于军团和人类王国，阻止绝境长城以北的野人侵袭长城以南，他们的古老任务随着时间的流逝几乎已被遗忘，被实际的、最新的要务所取代。

### 守夜人军团的城堡
历史上，守夜人军团沿着绝境长城修建了十九座堡垒，它们当中大多数是营房、马厩、仓库、塔楼和附属建筑物，没有外墙，不能被视为真正的城堡。这些建筑是有目的以此方式而建造，以便于守夜人军团配置人员，防御来自北方的威胁，但却不能抵抗南方的攻击。目前，由于缺少人手，守夜人军团只驻守于影子塔, 黑城堡和东海望，不过也计划修复长夜堡。过去在城堡间进行的巡逻是相当规律的，现在由于守夜人军团人手的缩减，巡逻的次数也随之缩减。古老城堡之间冰墙上的路已多年没铺碎石，当前守夜人军团是骑着骡子在城墙上巡逻。骡子在东海望驯养，是专为这一任务而训练的。
自西向东，现存的城堡有
- 西桥堡（Westwatch-by-the-Bridge）
- 影子塔（The Shadow Tower）
  - 由两百名兄弟驻防。
- 哨兵楼（Sentinel Stand）
- 灰卫堡（Greyguard）
- 石门寨（Stonedoor）
- 霜雪山（Hoarfrost Hill）
- 冰痕城（Icemark）
- 长夜堡（The Nightfort）
  - 守夜人军团最古老最巨大的堡垒
  - 黑门，一道由鱼梁木制成的古老大门，只为守夜人军团的誓言兄弟开放，可以穿越绝境长城。
- 深湖居（Deep Lake）
  - 建于长夜堡以东七英里，建造费用出自善良的亚莉珊王后变卖的首饰
- 王后门（Queensgate）
  - 原名风雪门Snowgate善良的亚莉珊王后在那里居住了一晚后而改名。
- 黑城堡（Castle Black）
  - 使用中的最大堡垒，有近600名兄弟驻防
- 橡木盾（Oakenshield）
- 水滨寨（Woodswatch-by-the-Pool）
- 黑貂厅（Sable Hall）
- 冰晶门（Rimegate）
- 长车楼（The Long Barrow）
- 烽火台（The Torches）
- 绿卫堡（Greenguard）
- 东海望 （Eastwatch-by-the-Sea）
  - 最小的驻防城堡，也是为守夜人军团服务的唯一海港。
  - 曾有记载东海望不久之前维持着一支黑壳船队组成的舰队，但现在是否还有不得而知。

### “赠地”和“新赠地”
赠地（Gift）是绝境长城以南七十五英里的一片土地，由北境之王布兰登·史塔克送给守夜人军团。长久以来，守夜人军团在赠地上农作，但是随着组织的不断缩减，种地、养蜂、栽培果树的人手越来越少，所以荒野占据了赠地的绝大多数地带。敬佩于守夜人的勇敢，仲裁者杰赫里斯国王的妻子亚莉珊王后将赠地翻倍。新赠地（New Gift）本有村落和庄园，以税收、货物、劳动、提供食物衣衫供养着守夜人军团。最终，新赠地荒无人烟，居民都逃到南方躲避野人去了，进一步减少了对守夜人军团和绝境长城的支持。
离绝境长城最近的居民区是鼹鼠村，一个位于地下的村落，守夜人军团的兄弟经常光顾那里的妓院。

## 文化
传统上，北境的贵族以在绝境长城服务为荣，许多北境家族没有继承封地的幼子都会加入守夜人。南境的贵族们则因为在战争或政治阴谋的冲突中站错队而被送到长城。守夜人军团的汉子全身黑装，这种传统让他们获得了“乌鸦”的绰号。一些人用这个绰号来贬损守夜人，守夜人则使用自己的称呼方式，他们自称“黑衣弟兄”。
在绝境长城的生活十分艰苦，至死方休。守夜人军团的等级差异很小，只有少数的兄弟是贵族或骑士，大多数则是从监狱中拉出来的。守夜人军团大部分官员和领导出身上层社会，贵族和骑士在这里几乎一定可以获得官位，但也有一些强力有影响的兄弟出身平凡，如资深游骑兵“断掌”科林，班恩，东海望指挥官卡特·派克等。在封建制度的维斯特洛中，守夜人军团是极少数能者为尊，草根出身者能够晋升到高位的地方，他们甚至可以成为总司令，统帅骑士和领主。

### 誓言
守夜人军团的誓言如下： 
|  | 长夜将至，我从今开始守望，至死方休。我将不娶妻，不封地，不生子。我将不戴宝冠，不争荣宠。我将尽忠职守，生死于斯。我是黑暗中的利剑，长城上的守卫，抵御寒冷的烈焰，破晓时分的光线，唤醒眠者的号角，守护王国的坚盾。我将生命与荣耀献给守夜人，今夜如此，夜夜皆然。 （Night gathers, and now my watch begins. It shall not end until my death. I shall take no wife, hold no lands, father no children. I shall wear no crowns and win no glory. I shall live and die at my post. I am the sword in the darkness. I am the watcher on the walls. I am the fire that burns against the cold, the light that brings the dawn, the horn that wakes the sleepers, the shield that guards the realms of men. I pledge my life and honor to the Night's Watch, for this night and all the nights to come.） |

## 组织结构
守夜人军团被划分为三个团体：
- 游骑兵。游骑兵的任务是主动的防御绝境长城，对付守夜人军团的敌人，包括无法无天的野人和神秘的非人类——异鬼。他们由首席游骑兵指挥。[3]
- 工匠。工匠承担修理绝境长城的任务。他们的领导是首席工匠。[3]
- 事务官。事务官负责绝境长城的日常管理。他们的首领是总务长。[3]

### 总司令
守夜人军团的总司令掌管着整个组织，任期为终身制。总司令由所有守夜人军团的成员提名和选举产生。

## 知名成员

### 近几任总司令
- 杰奥·莫尔蒙大人，前熊岛伯爵，外号“熊老”，守夜人军团第九百九十七任总司令。在他任期的最后阶段，莫尔蒙越来越担心更多的游骑兵在绝境长城之外失踪，其中包括首席游骑兵班扬·史塔克。同样的，关于野人在躲避亦或是某种威胁之下南逃的报告也越来越多。在先民拳峰之战中，莫尔蒙带去的大部分兄弟都被杀死，随后的一次哗变中，莫尔蒙被自己的游骑兵谋杀。
- 琼恩·雪诺大人，临冬城的私生子，守夜人军团第九百九十八任总司令，也是历史上最年轻的总司令之一。

### 前任总司令
- 夜王。守夜人军团第十三任总司令，把守夜人军团变成了他的私人军队，投入到反对北境之王和塞外之王乔曼的战争中。据说是史塔克家族的一员。
- 欧斯里克·史塔克。北境之王的兄弟或儿子。在年仅10岁的时候成为守夜人军团史上最年轻的总司令，共服务60年。[4]
- 伦赛·海塔尔。曾打算把总司令改为世袭制并将之留给自己的私生子。
- 罗德里克·菲林特。想让自己当上塞外之王。
- 崔斯坦·穆德、“疯子”马柯·蓝肯菲尔，罗宾·希山。这三任总司令因为他们的骄傲和野心，忘记了自己的誓言，险些毁掉了军团。
- 杰克·穆斯古德。因为他的失职，塞外之王“红胡子”雷蒙入侵北境，因此被人称作“沉睡的杰克”。
- 黑心赫伦不知名的兄弟。赫伦·霍尔死于赫伦堡时，他的兄弟谨守长城不加干预。[5]
- 奥勃特·卡斯威，曾任总司令九年。
- 布林登·河文，坦格利安家族的私生子及御前首相，伊耿登陆233年被伊耿五世送到绝境长城，他后来被选为总司令。
- 科格尔大人。杰奥·莫尔蒙之前的总司令，是科格尔家族的一员，他的首名暂不得而知。

### 兄弟
- 艾里沙·索恩。黑城堡前教头，将“雪诺大人”的外号送给琼恩。
- 没胡子的迪克。一名游骑兵。
- 班扬·史塔克。首席游骑兵，艾德·史塔克的弟弟。在绝境长城之外失踪，于第七季末出手救下雪诺后牺牲。
- 班恩。一名资深游骑兵，断掌科林的侦察兵和副手。在指挥影子塔人马参与先民拳峰之战时战死。
- 波文·马尔锡。守夜人军团总务长。
- 齐特。伊蒙学士的前事务官，后被山姆威尔·塔利替换，被派去管理猎狗。之后他参与杀害杰奥·莫尔蒙，但被异鬼所杀，变为尸鬼。
- 卡特·派克。东海望指挥官。
- 唐纳·诺伊，黑城堡的独手铁匠，曾是拜拉席恩家族的私人铁匠，直到葛雷乔伊叛乱中失去了一只胳膊。他在守卫黑城堡大门的战斗中，与巨人之王“强壮的玛格”作战时被杀。
- 艾迪森·托勒特，一名事务官，外号“忧郁的艾迪”，得名于他的挖苦和黑色幽默。
- 贾曼·巴克威尔。一名资深游骑兵，死于先民拳峰之战。
- 丹尼斯·梅利斯特。影子塔指挥官。
- 杰诺斯·史林特，君临前都城守备队司令和赫伦堡伯爵，最终成为守夜人的兄弟。兰尼斯特家族的走狗，被提利昂·兰尼斯特流放到绝境长城。提利昂的父亲泰温·兰尼斯特之后计划把史林特变兰尼斯特家族在守夜人中安插的代理人，几近被选为新任总司令。
- 伊蒙学士。黑城堡的学士，最后的坦格利安之一。在与山姆威尔·塔利出海时以102岁的高龄去世。
- 马拉多·洛克。骑士和游骑兵，死于先民拳峰之战。
- 奥赛尔·亚威克，守夜人军团首席工匠。
- “断掌”科林，影子塔副指挥官，一名声望卓著的游骑兵。他命令琼恩·雪诺杀死自己以便雪诺能被野人接纳。
- 索伦·斯莫伍德。班扬·史塔克及贾曼·巴克威尔之后的首席游骑兵，先民拳峰之战中被一只尸鬼熊杀死。
- 山姆威尔·塔利。知名战斗指挥兰道·塔利的长子，一个胖子，自认是懦夫。先民拳峰之战后被雪诺大人派去学城学习。
- 纱丁。一名被送往绝境长城的男妓。尽管十分害怕，却在野人进犯时坚守岗位。
- 杰瑞米·莱克爵士。一名资深游骑兵，在黑城堡被尸鬼所杀。
- 威玛·罗伊斯爵士。见习游骑兵，《权力的游戏》的序章中被异鬼所杀。
- 文顿·史陶爵士，年老的游骑兵。
- 小保罗。一名纯朴的兄弟，在先民拳峰遭遇攻击时参与杀害杰奥·莫尔蒙，他救了山姆威·塔利，旋即被异鬼所杀变为尸鬼。
- 石蛇。影子塔的游骑兵，断掌科林的伙伴，守夜人军团中最老练的攀登者，在尝试独自跨越霜雪之牙时失踪，被怀疑已死。
- 尤伦。资深“浪鸦”，为守夜人军团招募新成员，企图将艾莉亚·史塔克偷偷带回北境，后被正在找寻贝里·唐德利恩的兰尼斯特家族部属所杀。